# Encendido del motor

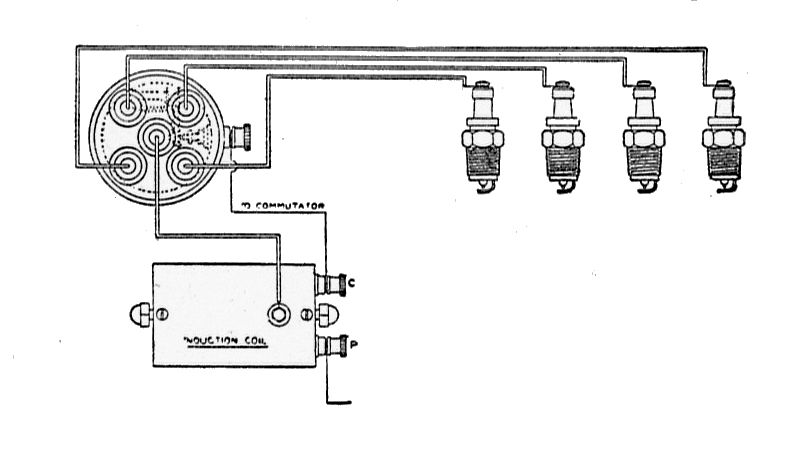
Esquema de un encendido clásico para cuatro cilindros de la primera época del automóvil.

El encendido del motor es un sistema de producción y distribución, en el caso de más de un cilindro, de la chispa de alta tensión necesaria en la bujía para producir el encendido provocado en un motor de explosión, ya sea de dos tiempos o de cuatro tiempos.

## Sistema de ensamblado
El sistema consta en esencia de:
- Bobina de encendido de alta tensión, con circuito primario y secundario.
- Dispositivo de interrupción del primario en sincronismo con el ciclo del/los cilindro/s.
- Dispositivo de conexión y de distribución de la corriente de alta tensión del secundario  a las bujías.
- Condensador es el encargado de cortar el funcionamiento del motor de arranque una vez dadas las vueltas necesarias para darle el movimiento del motor.

## Funcionamiento Del Sistema De Encendido

Sistema de encendido clásico por platinos (ruptor) y distribuidor, de un motor de 4 cilindros.

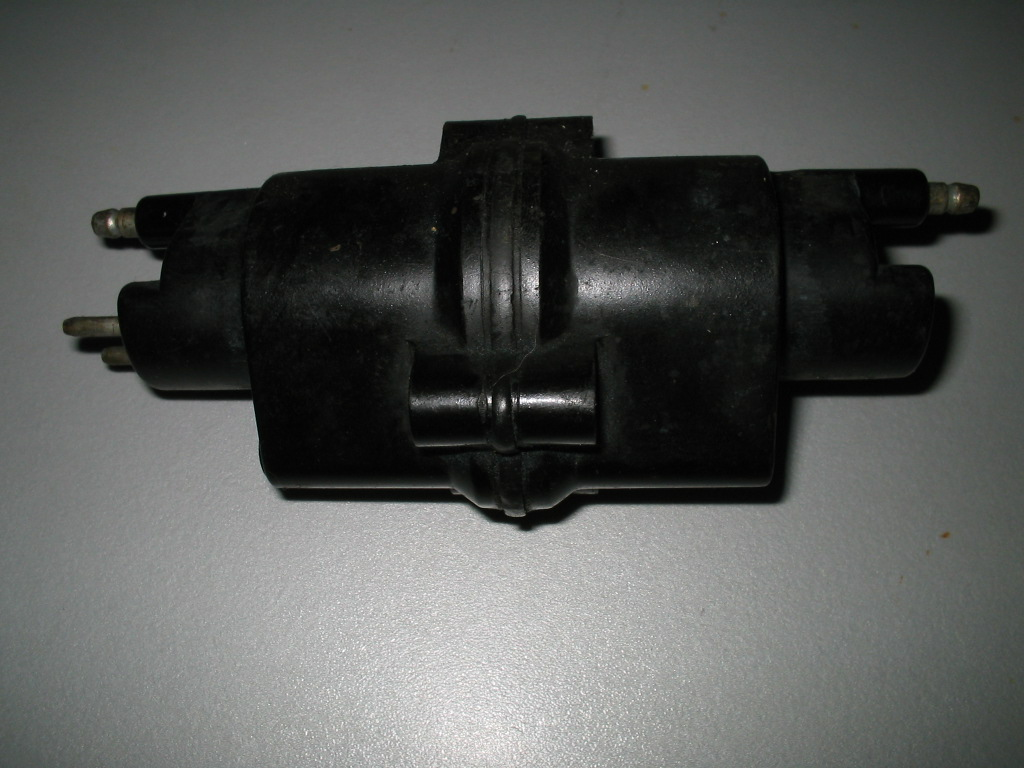
Bobina doble, de "chispa perdida", de un Citroën 2CV.

- Bobina: es un transformador inductivo con núcleo de hierro y dos devanados, uno de pocas espiras alimentado con el voltaje de batería (12 V) desde el contacto o primario, y otro paralelo con 1000 veces más espiras, llamado secundario, genera en el devanado secundario una gran diferencia de potencial, en este caso 12 000 V, cuando se interrumpe bruscamente el circuito de primario.
- Dispositivo de interrupción del primario: antiguamente mecánico, los llamados "platinos" o ruptor, ha sido paulatinamente sustituido por dispositivos electrónicos, esencialmente transistores de potencia con sincronización electrónica mediante sensores en partes móviles del motor.

Esquema función bobina: A encendido clásico por ruptor, B encendido electrónico. Lp primario, Ls secundario, S ruptor, C condensador, T transistor de mando del primario.

- Dispositivo de distribución de la corriente de alta a las bujías: se hacía  antiguamente de forma mecánica mediante el Distribuidor, hoy día se hace de forma estática, ya que se agrupan las bujías por parejas en los cilindros cuyos pistones trabajan paralelos, es decir con un desfase de 360° en sus ciclos, y últimamente incluso acoplando una bobina por bujía, distribuyéndose únicamente la función de corte del primario desde la unidad electrónica de control o de mando (calculador de la gestión motor).
- En las bujías se produce entre sus electrodos, dentro de la cámara de combustión, un arco de plasma de unos 2 ms de duración, que enciende la mezcla previamente comprimida, generando un aumento de presión considerable, el cual se aprovecha en la carrera útil de trabajo del pistón.

## Posibles averías
Las averías son debidas a problemas mecánicos del sistema, como desajuste del ruptor o platinos, o del distribuidor del motor hoy en día desaparecidos, con el encendido electrónico integral.
Las debidas a problemas eléctricos, como interrupciones o cortocircuitos en la bobina.
Las debidas a desajustes del avance, como la detonación.